# Stanisław Michalski (historyk)
Stanisław Michalski (ur. 13 lutego 1928 w Lutocinie, zm. 9 grudnia 1990 w Poznaniu) – polski pedagog i historyk wychowania, profesor UAM.

## Kariera naukowa
W latach 1947–1949 uczył się w liceum pedagogicznym w Płocku, wcześniej skończywszy tamże gimnazjum (1945-1947). W 1949 zdał maturę i zaczął studiować na UAM, gdzie ukończył dwa fakultety – studium nauk społecznych i studia pedagogiczne (magisterium w 1952). W 1958 doktoryzował się (praca pod tytułem Szkolnictwo powszechne w Wielkopolsce w okresie międzywojennym). Habilitacja nastąpiła w 1963 (Szkolnictwo i oświata rolnicza w Wielkopolsce w okresie międzywojennym). Od 1965 był kierownikiem Zakładu Historii Wychowania przy Katedrze Pedagogiki. Zakładem tym kierował aż do śmierci. W latach 1972–1975 był także prorektorem UAM. W 1970 otrzymał tytuł profesora nadzwyczajnego, a w 1975 – zwyczajnego.
Pochowany jest w Alei Zasłużonych na Cmentarzu Junikowo.

## Zainteresowania i osiągnięcia
Główny krąg zainteresowań stanowiły: polska myśl pedagogiczna XIX i XX wieku, historia oświaty rolniczej, edukacja młodzieży na wsi, dzieje nauczycielstwa i kształcenia nauczycieli oraz metodologia historii wychowania. Był autorem fundamentalnego dzieła Koncepcje systemu edukacji w II Rzeczypospolitej. Studium z pedagogiki porównawczej (1988), a także redaktorem Dziejów szkolnictwa i oświaty na wsi polskiej do 1918 roku (1982). Wypromował ponad 600 magistrów i 18 doktorów.